# قثد حنظلي
قثد حنظلي (الاسم العلمي: Cucumis anguria)، هي كرمة أصيلة في إفريقيا، لكنها أصبحت متوطنه في العالم الجديد، وتزرع في أماكن كثيرة.